# Emperatriz Carvajal
Emperatriz Carvajal ( Santiago de Chile. Chile, 25 de octubre de 1917 - Ciudad de México.México, 2 de marzo de 2011) fue una actriz y cantante chilena-mexicana que incursionó extensamente en Argentina y México.

## Carrera
Carvajal fue una prima actriz de la época dorada tanto argentina, como mexicana y chilena, rostro con una belleza y sorprendente, debutó en su país en  1935 en el film Patrulla de avanzada, junto con Carlos Cristi y Antonio Márquez
En Chile , donde se hizo más conocida en Santiago de Chile y Valparaíso durante la primera mitad de la década de 1930, trabajó con estrellas como Aurora Castillo, Antonieta Lorca, Paquita Sevilla, Maranita Fernández, Estrella Irú, Rafael Frontaura, Rosita Quintana, Eva Martino, Nenita Real y Gabriela Ubilla.
Ya radicada en la Argentina en 1938, fue protagonista o contrafigura de películas destacadas. Trabajó con grandes artistas de la talla de Hugo del Carril, Libertad Lamarque, Tito Lusiardo, Felisa Mary, Delia Codebó, Rosa Rosen, Severo Fernández y Cayetano Biondo, y fue la actriz selecta de directores como Julio Bracho, Carlos Torres Ríos, Luis César Amadori y Gastón Mayol, entre muchos otros.
Ya en los últimos años se radicó en México donde se hizo popularmente conocida en teatro y en la pantalla grande junto a figuras como Luz María Aguilar, Arturo Manrique Patiseco, Aída Araceli y  José Baviera.

### Filmografía
- 1935: Patrulla de avanzada como Cecilia
- 1938: La estancia del gaucho Cruz como Celestina
- 1939: El sobretodo de Céspedes como Elena
- 1939: Nuestra tierra de paz como Analía
- 1939: Caminito de gloria como Enriqueta
- 1940: Ha entrado un ladrón como Susana Piranduelo
- 1940: ¿Dónde está tu mujer? como Eloiza
- 1941: Un hombre bueno como Esperanza
- 1945: El sexo fuerte como María Inés
- 1945: Las casadas engañan de 4 a 6
- 1946: Lágrimas de sangre como Alicia
- 1949: El diablo no es tan diablo como Olivia
- 1950: Menores de edad como Blanca
- 1951: Historia de un corazón como Matilde
- 1952: Si yo fuera diputado como Evelyn La Cruz
- 1952: lsla de mujeres como Laura
- 1953: Mujeres que trabajan como Margarita
- 1953: Doña Mariquita de mi corazón como Doña Mariquita
- 1953: Las infieles como Emilia
- 1953: ¡Lo que no se puede perdonar! como Rita
- 1954: Yo no creo en los hombres como Grimaneza
- 1955: Música, espuelas y amor como Malvina
- 1955: La vida tiene tres días como órod
- 1956: Cara de ángel como Diamantina
- 1956: El hombre que quiso ser pobre como la mujer que no duerme sola
- 1956: El médico de las locas como Austreberta López
- 1957: Juventud desenfrenada como Matilde
- 1957: Grítenme piedras del campo como Aurora
- 1957: Vainilla, bronce y morir (Una mujer más) como Isabel
- 1958: Mujer en condominio como Ana
- 1959: México nunca duerme como Gioconda
- 1959: Ángel del infierno como Julieta
- 1962: Pecado de juventud como la Señora del Valle, mamá de Luis
- 1966: La vida de Pedro Infante como Carlota
- 1984: Cruz de olvido como Candelaria
- 1988: Los psiquiatras ardientes como Aniceta

### Teatro
En teatro se hizo mayormente conocida en México en la obra cómica, Los maridos engañan de 7 a 9, en 1946. También hizo la obra Vuelve, Lucerito en 1954 en el Teatro Caracol, con la que ganó el premio como mejor actriz otorgado por la Asociación de Críticos Teatrales de México.  Otras de sus obras fueron Vedell en el Teatro Lírico y El círculo matrimonial.
En Argentina integra la compañía de comedias argentinas encabezadas por Raimundo Pastore, estrenando la obra en 1940, La casa de Tocame Roque, en el Teatro Marconi. También trabajó en el Teatro Maipo junto con Niní Marshall, Pedro Quartucci y Lalo Malcolm.
En Chile hizo la obra La calle del dolor y el pecado en el Avenida Matta.